# 孔舎衛坂駅
孔舎衛坂駅（くさえざかえき）は、大阪府枚岡市日下町（現・東大阪市日下町一丁目）にあった近畿日本鉄道（近鉄）奈良線の駅（廃駅）。
石切 - 近畿日本生駒（現・生駒）間の生駒トンネル大阪方坑口に位置していた。
新生駒トンネル開通により1964年（昭和39年）に廃止された。

## 駅構造
対向式ホーム2面2線を有していた。奈良方面ホームの大阪側に駅舎があり、大阪方面ホームへは構内踏切を使って行き来した。

## 歴史

### 年表

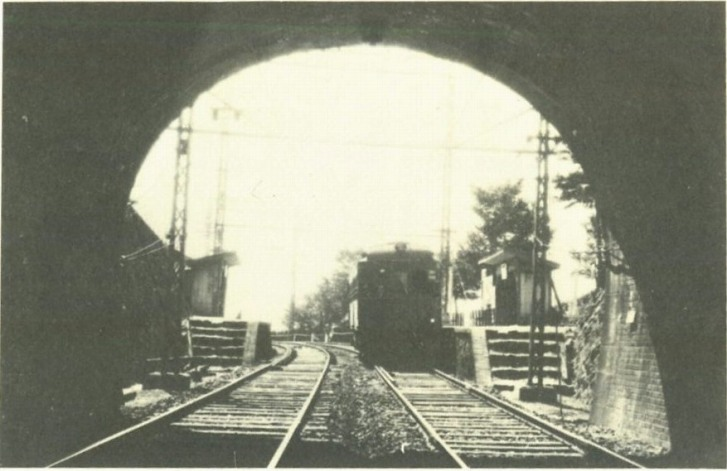
生駒トンネル内から見た、停車中のデボ1形5号(後のモ200形)

- 1914年（大正3年）7月17日：日下駅（くさかえき）として開業。
- 1918年（大正7年）：鷲尾駅（わしおえき）に改称。
- 1940年（昭和15年）6月：孔舎衛坂駅（くさえざかえき）に改称。
- 1964年（昭和39年）7月23日：新生駒トンネル開通の路線変更により廃止。

なお戦前に、この駅から分岐して天満橋筋四丁目に至る四条畷線が計画されていた。

### 駅名の由来
『日本書紀』の神武東征伝説で、神武天皇が生駒山の豪族・長髄彦と刃を交えた峠「孔舎衛坂」に比定される尾根が近くにあることによる。駅名改称のあった1940年は皇紀2600年にあたり、各地で「紀元二千六百年記念事業」が行われるとともに、神武東征の跡地が文部省によって調査・比定された。それを記念しての改名である。

#### 表記と読み
当駅の駅名について、漢字表記を「孔舎衛坂」ではなく「孔舎衙坂」、読みを「くさえざか」ではなく「くさかざか」としているものがある。しかし、近鉄の前身である大阪電気軌道（大軌）の社史、近鉄の社史、駅所在地の枚岡市史、枚岡市の後身である東大阪市史など、公式の文献資料ではいずれも漢字表記を「孔舎衛坂」としており、現存する駅名標の写真等は「くさえざか」となっているため、あくまで駅名としては「孔舎衛坂」「くさえざか」が正しい。
それとは別に、このような異同が存在する理由は、『日本書紀』における「孔舎衛坂」に誤字説が唱えられたことが関係している。この説は江戸時代の注釈書『日本書紀集解』で初めて提唱されたもので、坂を「孔舎衛坂」、戦を「孔舎衛之戦」と表記する一方、邑を「草香邑」、津を「草香之津」と表記しているため、「孔舎衛坂」は「孔舎衙坂」＝「くさかざか」の誤写ではないか、というものである。
上述の「紀元二千六百年記念事業」に伴う文部省の調査においては、当初「孔舎衙坂」で発表されたが、2年後にまとめられた報告書では「孔舎衛坂」に修正された。戦後にも学術的に「孔舎衛坂」を採り、一応の決着をみている。しかし、誤写説も古くからの説であり、それなりの根拠があることから、結果的に同じ地名（駅名）に対して「孔舎衛坂」「孔舎衙坂」と言う異同が、両論併記の形で残されることとなった。
ただし、『日本書紀』で邑と津の名称に用いられた「草香」、『古事記』における「日下」表記および和歌の箇所に用いられた「久佐加」「久佐迦」の万葉仮名表記はいずれも「くさか」と読み、「くさえ」と読む（読める）のは『日本書紀』で坂と戦の名称に用いられた「孔舎衛」表記のみである。また、駅所在地の自治体は1912年（大正元年）10月1日から1955年（昭和30年）1月10日まで「くさか」と読む「孔舎衙」表記を採用した孔舎衙村であり、現在も地域には孔舎衙小学校、孔舎衙東小学校、孔舎衙中学校がある。

## 廃止後の駅の状況
駅跡は廃止後もそのまま残っている。
石切駅から生駒よりへと歩くと石切観音の参道沿いに見つけられ、辿り着くことができる。また駅跡から少し大阪方に行ったところには近鉄鷲尾開閉所がある。
駅跡の旧大阪方面ホーム跡には「貫通石 東大阪線 生駒トンネル 昭和60年4月17日」の石碑があり、神社がある。また、駅跡の奈良方面には旧生駒トンネルもあるが立ち入り禁止となっている。
近鉄けいはんな線の生駒トンネル内からの緊急脱出路は、この旧生駒トンネル内に通じている。

## 隣の駅
近畿日本鉄道
奈良線（石切-近畿日本生駒間旧線）
石切駅 - 孔舎衛坂駅 - 近畿日本生駒駅（現・生駒駅）